# 楽々園駅
楽々園駅（らくらくえんえき）は、広島県広島市佐伯区楽々園二丁目にある広島電鉄宮島線の駅である。駅番号はM29。
駅名は、1936年に広島電鉄の前身である広島瓦斯電軌が「電車で楽々行ける遊園地」として楽々園遊園地を開園し、その玄関駅となった事に由来する。遊園地は1971年に閉園したが、その後実施された住居表示により「楽々園」の名は地名として残っている。

## 歴史
当駅が含まれる宮島線の草津駅から広電廿日市駅までの区間は広島瓦斯電軌の手により1924年（大正13年）に開通した。ただしこの時当駅は開業しておらず、付近では三筋川の右岸（己斐町起点5M16C50L≒8.4 km）に隅ノ浜駅（すみのはまえき）が中間駅の一つとして設けられていた。当駅が開業したのは1935年（昭和10年）。まず8月に臨時の停車場「塩浜海水浴場前」が開設され、それを12月に塩浜駅（しおはまえき）と変更したことによって当駅は誕生した。この塩浜駅の開業と同日、隅ノ浜駅は廃止されている。
当時の地名に由来する駅名「塩浜」が「楽々園」に改められたのは翌年の9月、広島瓦斯電軌が楽々園遊園地を開園させたのと同日のことである。往時は各地の私鉄事業者が沿線に遊園地を作り旅客の誘致に努めていたが、楽々園遊園地もその例にもれず、広島瓦斯電軌が宮島線に対する需要を掘り起こすために開設した娯楽施設だった。
楽々園遊園地は昭和30年代まで広島を代表する遊園地として長きにわたり親しまれたが、レジャーの多様化や競合施設の登場によって客足が落ち込んだ結果、1971年（昭和46年）8月末をもって閉鎖された。駅名は1965年（昭和40年）に楽々園遊園地駅（らくらくえんゆうえんちえき）と改称されていたが、閉園翌日の9月1日には楽々園駅へと戻されている。

### 年表
- 1924年（大正13年）4月6日：宮島線の草津町駅 - 廿日市町駅間が開通、隅ノ浜駅が開業[2][10]。
- 1935年（昭和10年）
  - 8月：臨時停車場が「塩浜海水浴場前」の名で開設[6]。
  - 12月1日：臨時停車場に代えて当駅が塩浜駅として開業[2][6]。隅ノ浜駅廃止[2]。
- 1936年（昭和11年）9月8日：楽々園遊園地が開園。合わせて楽々園駅に改称[2]。
- 1965年（昭和40年）7月20日：楽々園遊園地駅に改称[2]。
- 1971年（昭和46年）
  - 8月31日：楽々園遊園地が閉園[11]。
  - 9月1日：楽々園駅に再度改称[2]。
- 1981年（昭和56年）1月31日：ホームが改良される[12]。
- 1986年（昭和61年）3月31日：楽々園駅ビル竣工[13]。
- 2004年（平成16年）4月：定期券販売窓口での常備券の取扱いを終了。

## 駅構造
2面2線の地上駅。互いのホーム位置は斜めにずれている。路線の起点から見て手前にあるのが広電西広島（己斐）駅方面へ向かう上りホーム、奥にあるのが広電宮島口駅方面へ向かう下りホーム。両ホームは宮島口寄りにあったものが移されていて、かつてのホームは通路として利用されている。
下りホームには駅ビルがあり、定期券販売窓口（広電宮島ガーデンが運営）がある。かつては駅舎が存在したが、1980年（昭和55年）2月に焼失し撤去されている。

## 利用状況
以下の情報は、広島市統計書に基づいたデータである。1日平均乗車人員データは、年度毎の乗車総数を365（閏年は366）で割った値を小数点2位を丸めて小数点1位の値にした物である。広島電鉄のデータは1,000で丸めて提供されているので、1年毎ではプラスマイナス500の誤差があり、1日当たりでは1.4人程度の誤差が発生する。
| 年度               | 1日平均 乗車人員 | 1年毎 乗車総数 | 1年毎 定期 | 1年毎 定期外 | 出典        |
| ------------------ | ---------------- | -------------- | ---------- | ------------ | ----------- |
| 1998年（平成10年） | 5,643.8          | 2,060,000      | 663,000    | 1,397,000    | [ 統計 1 ]  |
| 1999年（平成11年） | 5,377.0          | 1,968,000      | 611,000    | 1,357,000    | [ 統計 1 ]  |
| 2000年（平成12年） | 5,137.0          | 1,875,000      | 581,000    | 1,294,000    | [ 統計 1 ]  |
| 2001年（平成13年） | 4,904.1          | 1,790,000      | 564,000    | 1,226,000    | [ 統計 2 ]  |
| 2002年（平成14年） | 4,805.5          | 1,754,000      | 554,000    | 1,200,000    | [ 統計 3 ]  |
| 2003年（平成15年） | 4,765.0          | 1,744,000      | 557,000    | 1,187,000    | [ 統計 4 ]  |
| 2004年（平成16年） | 4,293.2          | 1,567,000      | 540,000    | 1,027,000    | [ 統計 5 ]  |
| 2005年（平成17年） | 4,476.7          | 1,634,000      | 537,000    | 1,097,000    | [ 統計 6 ]  |
| 2006年（平成18年） | 4,427.4          | 1,616,000      | 536,000    | 1,080,000    | [ 統計 7 ]  |
| 2007年（平成19年） | 4,384.8          | 1,605,000      | 547,000    | 1,058,000    | [ 統計 8 ]  |
| 2008年（平成20年） | 4,185.7          | 1,528,000      | 515,000    | 1,013,000    | [ 統計 9 ]  |
| 2009年（平成21年） | 3,739.7          | 1,365,000      | 451,000    | 914,000      | [ 統計 10 ] |
| 2010年（平成22年） | 3,572.6          | 1,304,000      | 393,000    | 911,000      | [ 統計 11 ] |
| 2011年（平成23年） | 3,623.0          | 1,326,000      | 377,000    | 949,000      | [ 統計 12 ] |
| 2012年（平成24年） | 3,597.3          | 1,313,000      | 366,000    | 947,000      | [ 統計 13 ] |
| 2013年（平成25年） | 3,619.2          | 1,321,000      | 361,000    | 960,000      | [ 統計 14 ] |
| 2014年（平成26年） | 3,621.9          | 1,322,000      | 361,000    | 961,000      | [ 統計 15 ] |
| 2015年（平成27年） | 3,673.1          | 1,344,000      | 366,000    | 979,000      | [ 統計 16 ] |
| 2016年（平成28年） | 3,704.1          | 1,352,000      | 360,000    | 992,000      | [ 統計 17 ] |
| 2017年（平成29年） | 3,597.3          | 1,313,000      | 371,000    | 942,000      | [ 統計 18 ] |
| 2018年（平成30年） | 3,493.2          | 1,275,000      | 380,000    | 896,000      | [ 統計 19 ] |
| 2019年（令和元年） | 3,519.1          | 1,288,000      | 405,000    | 883,000      | [ 統計 20 ] |

## 駅周辺
戦前は楽々園遊園地の南側に海岸線が迫り、遠浅の砂浜が広がっていた。海水浴場としても利用されていたが、現在は500メートルほど沖合いまで埋め立てられている。
1971年に閉鎖された楽々園遊園地の跡地には翌年「ひろでん楽々園ショッピングタウン」が開業した。2024年現在はイオンタウン楽々園およびヤマダデンキテックランド佐伯店、もみじ銀行五日市支店が立地している。
- 広島工業大学
- 楽々園ルンビニ幼稚園
- 広島市立五日市南中学校
- 広島市立五日市南小学校
- 広島市立楽々園小学校
- 広島市立五日市中央小学校
- 広島市佐伯区スポーツセンター
- 楽々園郵便局
- 広島銀行五日市支店
- エディオン楽々園店
- 塩屋天然温泉 ほの湯 楽々園
- もみじ銀行五日市支店

### バス路線
駅南側の国道2号（宮島街道）沿いに広電バスの「楽々園」バス停がある。
- 3 東観音台線：五日市駅南口 - 佐伯区役所前 - 楽々園 - 広島工大入口 - 観音台 - 五日市高校 - 東観音台団地
- 4 湯来線：五日市駅南口 - 佐伯区役所前 - 楽々園 - 広島工大入口 - 湯来川角 - （杉並台） - 湯来ロッジ前

## 隣の駅
広島電鉄
■宮島線
佐伯区役所前駅 (M25) - 楽々園駅 (M29) - 山陽女学園前駅 (M30)

#### 本文
1. ↑  “路線・電停ガイド - 宮島線”.   広島電鉄. 2015年8月11日時点のオリジナルよりアーカイブ。2017年2月14日閲覧。
2. 1 2 3 4 5 6 7 8 9  『広電が走る街 今昔』150-157頁
3. 1 2  『広島電鉄開業100年・創立70年史』68・72頁
4. ↑  「各駅哩程表」『広島瓦斯電軌株式会社経営電車沿線案内』広島瓦斯電軌、1926年。
5. 1 2 3 4  今尾恵介（監修）『日本鉄道旅行地図帳』 11 中国四国、新潮社、2009年、39頁。ISBN 978-4-10-790029-6。
6. 1 2 3 4 5 6 7  『広電が走る街 今昔』126頁
7. 1 2 3 4 5  川島令三『山陽・山陰ライン 全線・全駅・全配線』 第7巻 広島エリア、講談社〈【図説】 日本の鉄道〉、2012年、17,88頁。ISBN 978-4-06-295157-9。
8. ↑  『広島電鉄開業100年・創立70年史』70-71頁
9. 1 2  『広島電鉄開業100年・創立70年史』206頁
10. ↑  「地方鉄道運輸開始」『官報』1924年4月11日（国立国会図書館デジタル化資料）
11. ↑  『広島電鉄開業100年・創立70年史』436頁
12. ↑  『広島電鉄開業80創立50年史』広島電鉄、1992年、123頁。
13. ↑  『広島電鉄開業100年・創立70年史』440頁
14. 1 2  川島令三『全国鉄道事情大研究』 中国篇 2、草思社、2009年、118頁。ISBN 978-4-7942-1711-0。
15. ↑  “定期券販売窓口”.   広島電鉄. 2022年8月22日閲覧。
16. ↑  『広島電鉄開業100年・創立70年史』390頁
17. ↑  バス情報 路線バス 広電バス

#### 利用状況
1. 1 2 3  『広島市統計書』平成13年版
2. ↑  『広島市統計書』平成14年版
3. ↑  『広島市統計書』平成15年版
4. ↑  『広島市統計書』平成16年版
5. ↑  『広島市統計書』平成17年版
6. ↑  『広島市統計書』平成18年版
7. ↑  『広島市統計書』平成19年版
8. ↑  『広島市統計書』平成20年版
9. ↑  『広島市統計書』平成21年版
10. ↑  『広島市統計書』平成22年版
11. ↑  『広島市統計書』平成23年版
12. ↑  『広島市統計書』平成24年版
13. ↑  『広島市統計書』平成25年版
14. ↑  『広島市統計書』平成26年版
15. ↑  『広島市統計書』平成27年版
16. ↑  『広島市統計書』平成28年版
17. ↑  『広島市統計書』平成29年版
18. ↑  『広島市統計書』平成30年版
19. ↑  『広島市統計書』令和元年版
20. ↑  『広島市統計書』令和2年版